# Allouville-Bellefosse
Allouville-Bellefosse é uma comuna francesa na região administrativa da Normandia, no departamento de Sena Marítimo. Estende-se por uma área de 14,59 km². Em 2010 a comuna tinha 1 177 habitantes (densidade: 80,7 hab./km²).